# Efectos digitales
Los efectos digitales o visuales conocidos comúnmente como  DFX (Digital Effects) o VFX (Visual Effects) son los efectos generados por ordenador durante la posproducción de una película y que se añaden al material ya rodado, a diferencia de los efectos especiales, que se generan de forma manual. La principal diferencia entre los DFX y los FX es que los primeros están generados con ordenador, mientras que los segundos se realizan durante el rodaje y sin necesidad de usar técnicas de postproducción, algunos ejemplos de FX son los tiroteos o pequeñas explosiones.

## Uso de los efectos digitales
El uso de DFX tiene que estar programado en el guion técnico. Al ser elementos incluidos una vez finaliza el rodaje del film es necesario tener en cuenta en qué momentos y de qué manera se quieren incluir dichos efectos. Aunque facilitan la creación de películas fantásticas, de acción o simplemente todas aquellas que necesiten crear mundos irreales o escenas espectaculares, entre otros motivos, hay que tener en cuenta que el coste de estos efectos puede llegar a ser mucho más elevado que los propios efectos especiales manuales, ya que requieren grandes equipos e infraestructuras tecnológicas sumado a un gran presupuesto.  
Pese a la complejidad, el coste y los medios necesarios para poder crearlos, los DFX tienen una serie de ventajas que los hacen ser un recurso casi indispensable para crear los largometrajes i en consecuencia casi todas las películas actuales mezclan tanto los FX como los DFX.  
Algunas ventajas de los DFX ante los FX son:
- Creación de ambientes, escenarios, paisajes, etc., realistas los cuales serien muy costosos a nivel de efectos especiales, no se podrían rodar o serían demasiado peligrosos.

- Creación de escenas de acción donde se necesita mucho material o simular explosiones que serían casi imposibles o peligrosos para ser realizadas manualmente.

- Creación de personajes fantásticos sin necesidad de atrezzo o maquillaje.

- Multiplicar los personajes que aparecen en una escena sin necesidad de contratar más figurantes.

- Simular paisajes o localizaciones sin necesidad de moverse.

Y así una larga lista que demuestra la utilidad y facilidad que aportan los DFX en el mundo audiovisual. A pesar de esto, no todas las productoras disponen de presupuestos elevados que les permitan hacer un uso masivo de los mismos, ya que dichos efectos se caracterizan por aparecer en filmes de grandes presupuestos como por ejemplo:  
- Avatar (2009)
- El señor de los anillos: El retorno del rey (2003)
- Origen (2010)
- Interstellar (2014)
- Star Wars: el despertar de la fuerza (2015)[2]

Actualmente existe software de creación CGI (Computer Generated Image) que permiten crear estos efectos sin necesidad de tener muchos gastos:  
- Maya: software de animación por ordenador[3]
- 3Ds Max: software de modelació, animación y renderització[4]
- Flame: software de efectos visuales[5]

Los CGI o imágenes creadas por ordenador, consisten en aplicar gráficos realitzados por ordenador con la finalidad de generar imágenes, videojuegos, simulaciones o efectos digitales tanto para televisión como para cinema. A pesar de estar diseñados para realizar gráficos 3D también pueden funcionar en 2D, generar tanto escenas estáticas como dinámicas y los mundos virtuales, motivo por el que es uno de los recursos más utilizados en el contexto digital del cinema.

## Historia[6]
Los orígenes de los efectos digitales se remontan en la década de los años 60 con la creación de los primeros grafismos, imágenes y dibujos con ordenador a partir de trazados. El primer ordenador que permitía el diseño gráfico, el cual funcionaba a través de un tubo de rayos catódicos, fue creado por Massachusetts Institute of Technology bajo el nombre de Whirlwind el cual permitía dibujar puntos y líneas de un único color. Pese a  la innovación se estropeaba con facilidad  a causa del calor que desprendía que fundía sus componentes.  
A principios de la década de los 60 llegó el primer ordenador llamado Spacewar! creado por diversos estudiantes de MIT. Posteriormente llegó Sketchpad (1963), creado por la misma institución, un sistema que permitía dibujar encima de la pantalla con un lápiz luminoso y posteriormente editar las imágenes obtenidas con el teclado. Supuso tal avance tecnológico en el ámbito de los gráficos por ordenador que una década más tarde, en la década de 1970, un sistema similar se utilizó para diseñar las carrocerías de los coches.    
Al mismo año, al 1963, surgió el que se considera primera animación creada íntegramente por ordenador a través de vectores y con una unidad central llamada IBM 7090, recibía el nombre de Simulation of a Two-air Gravity Attitude creado por I. Zajac. El vídeo mostraba como se podía cambiar la orientación de un satélite el cual orbitava alrededor de la Tierra. Esta fue la primera temática de los vídeos de animación por ordenador, simulaciones visuales de ideas científicas y técnicas. Más tarde autores como Ken Knowlton, Michael Noll y Frank Sindon se incorporaron en el mundo de los gráficos por ordenador. Fue en este momento cuando las principales empresas y corporaciones como General Electric, Lockheed Corporation, Sperry Corporation o TRW tomaron interés por los gráficos realizados por ordenador e incluso la empresa IBM creó el primer ordenador a nivel comercial.  
La década de 1970 supuso un desarrollo de la animación 3D por ordenador tanto que contribuyó a la popularización de estos gráficos en forma de videojuegos. Programadores informáticos, conjuntamente con artistas, desarrollaron procesadores de manipulación de la imagen electrónica como el sintetizador Paik-Abe de Nam June Paik el cual permitió la síntesis entre el vídeo y el ordenador. Fue en esta misma época en Europa cuando, tanto diseñadores gráficos como cineastas, se interesaron por esta técnica tan que, a partir de programas como Picasso, Scanimate o HACE FALTA Videographics, pudieron focalizarse en el diseño y movimiento de los objetos así como en la integración de las imágenes generadas por ordenador con otros medios. 
Las primeras producciones comerciales llegaron de la mano de la empresa Denver’s Computer Image Corporation con su programa Scanimate el cual sería el antecesor de Caesar, capaz de producir animaciones en 2D y animación de personajes o gráficos y efectos especiales para anuncios publicitarios de televisión y cinema. Estos programas funcionaban a partir de imágenes en blanco y negro de ilustraciones escaneadas en el ordenador, mediante videocámaras modificadas, les cuales posteriormente se podían manipular, modificar y colorear. En dicha época en camp de los gráficos en 3D generados por ordenador destacó la Universidad de Utah donde el alumno Henri Gouraud creó el método de sombreado interpolatorio.  En el que a diferencia del sombreado constante o plano (el cual funcionaba a través del cálculo de la orientación de los polígonos respecto a las fuentes luminosas y el cálculo del color el cual hacía que los objetos parecieran sólidos pero poco realistas) el cálculo del color se realizaba en los vértices del polígono y generaba un aumento de la calidad muy grande. No obstante, dos años antes, en el 1972, se creó la división de software Synthavision a cargo de Mathematical Applications Group. Estos programas eran revolucionarios y permitían combinar formas simples con esferas, cilindros o poliedros a través de operaciones de geometría combinatoria como unión, intersección y diferencia, cosa que permitía modelar objetos complejos. En  1974 Martin Newell, alumno de la University of Utah, construyó una tetera en 3D la cual tuvo mucha repercusión y hoy en día ha servido como  modelo de referencia para la investigación de los gráficos en tres dimensiones generados por ordenador.
En el año 1976, James F. Blinn desarrolló el método de simulación de reflexiones llamado environment mapping el cual consistía en situar una cámara en el centro de un objeto reflectivo y hacer seis imágenes: una hacia arriba, una hacia abajo, hacia la izquierda, hacia la derecha, hacia delante y hacia atrás. Con estas seis fotografías se generaba una textura que, una vez enganchada sobre el objeto, daba la sensación de reflectir todo lo que tenía a su alrededor. En esta época muchas empresas como Digital Effects, MAGI o Information International Inc., se interesaron en la producción 3D por ordenador a nivel comercial operando con software creado para las mismas y hardware gráfico diseñado para sus clientes.
En la década de 1980 surgieron dos tendencias de investigación y desarrollo en el ámbito digital: la manipulación digital de imágenes y la síntesis digital de imágenes. En tanto que a la manipulación de imagen, el ordenador se usa para modificar imágenes cuya producción no ha sido partícipe. Tiene dos vertientes: el procesamiento de imágenes y las técnicas de composición de imágenes. El procesamiento de imágenes consiste en almacenar digitalmente materiales visuales previos para trabajar sobre estos o alterarlos de muchas formes distintas. La composición de imágenes se puede crear  expresamente para ser combinadas o no, así mismo, se pueden involucrar imágenes en movimiento donde se emplean técnicas digitales de movimiento controlado por ordenador junto con técnicas de procesamiento de imágenes para asegurar que la combinación de les imágenes en el fotograma sea imperceptible.
Actualmente, las técnicas de movimiento controlado por ordenador se emplean en muchos medios en la fase de desarrollo pero sobre todo hay un auge en la parte de postproducción. El primer cortometraje realizado íntegramente por ordenador fue Dilemma creado en 1981 por John Halas y producido por Computer Creations en los  EE. UU. En la misma década, James H. Clark diseñó un chip de computadora, el Geometry Engine, capaz de procesar imágenes 3D en tiempo real y modelar sus diseños en un monitor. En 1982 se creó el Silicon Graphics el cual incorporaba un software para crear imágenes 3D y se centraba en crear ordenadores con un alto rendimiento gráfico que incorporaban procesadores de alta velocidad.  
En paralelo a estas invenciones, en el mundo de los videojuegos y el cinema, llegaba Lucasfilm Ltd. de George Lucas, el cual firmó con Atari la creación de un videojuego,  fue la primera invención que se realizaba entre un estudio de cinema i una empresa de viojuegos. A partir de aquí se planteron crear otro videojuego a partir de la película de Steven Spielberg, Raiders of the Lost Ark (1981) así como juegos de arcade y software para ordenadores. Actualmente  el departamento de videojuegos de Lucasfilm, Ltd es llamado LucasArts. Lucasfilm, Ltd creó una división encargada de los efectos especiales de los filmes, llamada Industrial, Light and Magic (ILM),  la cual posteriormente se separaría y llegaría Pixar (1986) donde se dedicarían a estudiar el potencial de los gráficos generados por ordenador. Pixar en 1988, desarrolló RenderMan, el cual consistía en un conjunto de herramientas de renderización que incluye un lenguaje de sombreado (shading language) y un renderizador. Esta herramienta describe todo lo que el ordenador necesita saber antes de hacer la renderización de la escena en tres dimensiones: los objetos, las cámaras, los efectos atmosféricos, les fuentes de luz, etc. Las escenas convertidas en archivos RenderMan pueden ser renderizadas en cualquier sistema, tanto PC como Mac. 
En esa época la investigación se basaba principalmente en refinar las técnicas de moldeado y de sombreado heredadas de los años 70. Un ejemplo de esta investigación es la radiosidad o radiosity, método que calcula tanto la iluminación directa como reflejada que llega a los objetos consiguiendo así un grado de realismo espectacular pero a costes muy elevados. A pesar de sus costes se puede ver el uso de este método en el film Shreck 2 (2004). A mediados de la década de los 80 los algoritmos para la creación de imágenes por ordenador ya estaban inventados completamente pero a causa de que su uso no estaba extendido y su coste de producción era muy elevado, causó que los estudios cinematográficos no confiaran en los efectos generados por ordenador.
Los años 80 destacan por filmes como Tron (1982) de Steven Lisberger, Star Trek II: The Wrath of Khan (1982) de Nicholas Meyer, The Last Starfighter (1985) de Nick Castle, The Young Sherlock Holmes (1986) de Barry Levinson, Willow (1988) de Ron Howard y The_Abyss (1989) de James Cameron, los cuales aún hoy en día son consideradas piezas clave en la historia del cinema digital, ya que fueron filmes pioneros.  
En la década de los 90 llegó el Video Toaster creado por la compañía NewTek. El Video Toaster ofrecía herramientas esenciales para la producción de vídeos de alta cualidad como: efectos digitales de vídeo a tiempo real, generador de caracteres, digitalización de imágenes en tiempo real, sistema de videopintura, gráficos 3D y animación así como la posibilidad de mantener dos imágenes de 24 bits cada cuna en pantalla, la mezcla de señales para la entrada del luma key i el chroma key y procesamiento del color en tiempo real. 
En 1992 la Academia de los Oscar guardonó a seis técnicos desarrolladores del departamento de animación de The Walt Disney Company y a tres desarrolladores de Pixar con un premio científico y técnico por su trabajo sobre Computer Animation Production System (CAPS), sistema de animación 2D que simplifica y automatiza aspectos complejos de postproducción de animaciones de dibujos animados. En1993, el director y productor James Cameron, el experto en efectos especial Stan Winston y el exdirector de efectos visuales de ILM Scott Ross se unieron para crear un nuevo estudio dedicado a los efectos visuales y producción digital Digital Domain. ILM por su parte creó Joint Environment for Digital Imaging (JEDI) con ayuda de SGI creando así el software más potente de SGI. Durante esta época, a causa del incremento de los filmes con efectos visuales de animación así como de series de televisión y videojuegos, los animadores en 3D y los artistas digitales tuvieron una gran demanda. La producción de animación y de efectos digitales por ordenador estaba dominada por ciertas compañías ya líderes en el mercado diez años antes. 
En 1995 llega el primer film de animación hecho íntegramente con ordenador: Toy Story de John Lasseter en Pixar Animation Studios y The Walt Disney Company. Fue un éxito de taquilla y público. A partir De esta película el público del cinema supo que el cine de animación por ordenador podía ser un gran competidor del tradicional cinema de dibujo bidimensional. 
En esta década la técnica de renderización basada en la imagen, la cual es refinada y mejorada por la University of California, facilitó el proceso de reconstrucción de entornos tridimensionales fundamentados en referencias fotográficas de localizaciones. Durante este período la simulación de agua, gases y materiales de naturaleza frágil ganaron importancia. Con la llegada del siglo XXI es difícil hablar de innovaciones, ya que son numerosas y cada año aparecen nuevas tanto en el mundo de la informática como en el audiovisual. Pese a esto, el cinema digital en formato HD High Definition continua su crecimiento con filmes como Star Wars episodip II: El ataque de los clones (2002) de George Lucas. Actualmente la producción de filmes de carácter digital es tan grande que ha provocado el cierre del grupo de efectos visuales de la compañía The Walt Disney Company así como la división de animación y efectos visuales de R/Greenberg Associates.
Filmes donde destacan los efectos visuales son:  
- Pearl Harbor (2001) de Michael Bay
- Trilogía de The Lord of the Rings (2001, 2002 y 2003) de Peter Jackson
- Trilogía sobre Spider-Man (2002, 2004 y 2007) de Sam Raimi
- Terminator 3 (2003) de Jonathan Mostow
- Los dos filmes sobre The Hulk (The Hulk, 2003, de Ang Lee, y The Incredible Hulk, 2008, de Louis Leterrier)
- La segunda y tercera parte de The Matrix (ambas de 2003) de los germanas Wachowski
- Trilogía de Piratas of the Caribbean (2003, 2006 y 2007) de Gore Verbinski
- King Kong (2005) de Peter Jackson
- Sin City (2005) de Frank Miller y Robert Rodriguez
- 300 (2007) de Zack_Snyder.

Aumenta el uso de los efectos visuales en anuncios publicitarios y videoclips.
Gracias a los efectos visuales o digitales el formato DVD se populariza tanto que a la producción de los filmes se tiene en cuenta dicho formato para ofrecer las versiones completes o alternativas de las películas dejando así en segundo plano el formato VHS (Video Home System). Aunque en 2007 llega el formato Blue-ray que se populariza por su capacidad de almacenar datos. 
Esta época se caracteriza por el hecho de que el mundo del cinema está cada vez más asequible para el usuario, que puede editar sus propios vídeos con programas de edición como Adobe Premier, Avid o Final Cut;  todos pueden introducir efectos digitales y visuales con programas como Combustion o Shake. Hasta hoy en día todos pueden crear personajes animados en 3D con programas como Maya o 3D Studio MAX, esto es debido a la popularización y democratización de la tecnología la cual cada vez más está presente en nuestra vida y a nuestro alcance.

## Tipología[8]

### Chroma Key
El Chroma Key o Croma es una técnica audiovisual utilizada tanto en el cine, televisión y fotografía que consiste en la sustitución de un fondo generalmente de color verde, aunque puede ser azul, por un fondo digital creado por ordenador el cual puede ser tanto una imagen como un vídeo. 
Se utiliza cuando es demasiado costoso o laborioso el proceso de rodaje del personaje en el escenario deseado. Se crean escenarios digitales donde, para que la técnica funcione correctamente, es necesario que el personaje vista de colores diferentes al del fondo, preferiblemente colores que contrasten. 
El color verde es el más utilizado, ya que da una serie de ventajas frente el croma azul: 
- Los sensores de las videocámaras digitales son más sensibles.
- El canal verde de la cámara contiene menos ruido

Normalmente se relaciona con filmes de ciencia ficción y la creación de mundos fantásticos o planetas lejanos, pero actualmente muchas series de televisión utilizan esta técnica.
Ejemplos:
- La capa de invisibilidad de Harry Potter
- La série The Walking Dead
- The Hobbit
- Star Wars
- 300 la película

### Morphing
El morphing, palabra que viene de la raíz griega μορφή morfé=forma, es un efecto especial realizado por ordenador el cual consiste en la transformación de la imagen de un objeto o sujeto real en otra imagen de otro objeto o sujeto a través de una transición.
Se utiliza para crear la ilusión de transformación similar a la metamorfosis para crear una escena fantástica o surrealista. 
El proceso de morphing consiste en filmar o fotografiar los dos elementos por separado, los cuales formaran parte de la transformación: el elemento u objeto original y el elemento u objeto final. Una vez fotografiados, el ordenador, a través de un programa de tratamiento de imágenes, digitaliza ambos elementos y  busca puntos comunes entre el elemento de origen y el final, generando así el elemento resultante de la transformación. 
Uno de los ejemplos más famosos lo encontramos en el personaje de T-100 de Terminator 2 el cual cambia de una textura de metal líquido a una imagen humana. Otro ejemplo es en el videoclip de Micahel Jackson “Black & White”.

### Wire removal
El wire removal o rotoscopia digital es un efecto que agrupa técnicas digitales de supresión y reconstrucción de elementos de un film los cuales el croma no ha podido eliminar. Por ejemplo los cables que sujetan a los actores, micrófonos, etc. La técnica consiste en utilizar máscaras de capa con el objetivo de eliminar aquellas zonas de la imagen no deseada, como herramientas de reconstrucción de la imagen para borrar y rediseñar los elementos. Programes especializados en el wire removal son: Matador, Commotion, Furnace o Mokey. 
Uno de los filmes más famosos y característicos para el uso de esta técnica es la trilogía Matrix, en la que los actores se colgaban de cables para simular saltos y vuelos espectaculares e imposibles de hacer. 

### Etalonaje o Color grading
El etalonaje o color grading es el proceso de corrección de color digital el cual permite cambiar y realzar el color de un film con el objetivo de ajustarlo a la fotografía final. El etalonaje consiste en ajustar la intensidad de la luz y del color para formar una única pieza audiovisual compacta y homogénea a nivel de color y así poder conseguir la función narrativa del film (dramática, alegre, triste ...).
Sin embargo, se utilizan programas de corrección de color específicos y precisos que permite modificar aspectos aparentemente insignificantes como serían los detalles de una escena garantizando la calidad del resultado final.

Ejemplo de compositing

### Compositing
La composición digital o compositing es una técnica utilizada durante la posproducción de efectos visuales y digitales que consiste en la combinación de varias imágenes estáticas o en movimiento las que provienen de diferentes orígenes con el objetivo de crear una nueva donde parezca que todos los elementos forman parte de una misma escena. Es decir, consiste en generar una imagen final a partir de la combinación de varias imágenes independientes. Una película en la que se puede apreciar este efecto es Batman Begins.

### Matte painting
El matte painting es una técnica parecida al compositing pero en esta el fondo es una pintura de un paisaje o localización la que permite a los cineastas crear la ilusión de un ambiente que sería demasiado caro o imposible de construir o visitar. Es decir, es la combinación de imágenes digitales y físicas (pintura) integradas en una misma escena donde en primer plano encontraríamos los actores y los objetos físicos y en segundo plano un paisaje espectacular o imposible de filmar como por ejemplo el espacio. 
miniaturadeimagen|Ejemplo de captura de movimientos

### Motion capture
La Motion capture o captura de moviment es una técnica que sirve para grabar y almacenar los movimientos de los actores o animales y posteriormente trasladar estos movimientos a un modelo digital de personaje en 3D el cual será animado.
Se basa en la técnica de la fotogrametría y es característica de las películas de fantasía o ciencia ficción donde encontramos personajes espectaculares que en la vida real no existen.
El actor al que se le han de almacenar los movimientos, a través del sistema VICOM (aunque existen muchos más), debe llevar un vestido con esferas reflectantes en un escenario con un mínimo de 16 cámaras de luz infrarroja las que capturan los movimientos tanto del cuerpo como de la cara.
Ejemplos de motion capture los encontramos en personajes como:
- Davy Jones, Piratas del Caribe: el cofre del hombre muerto

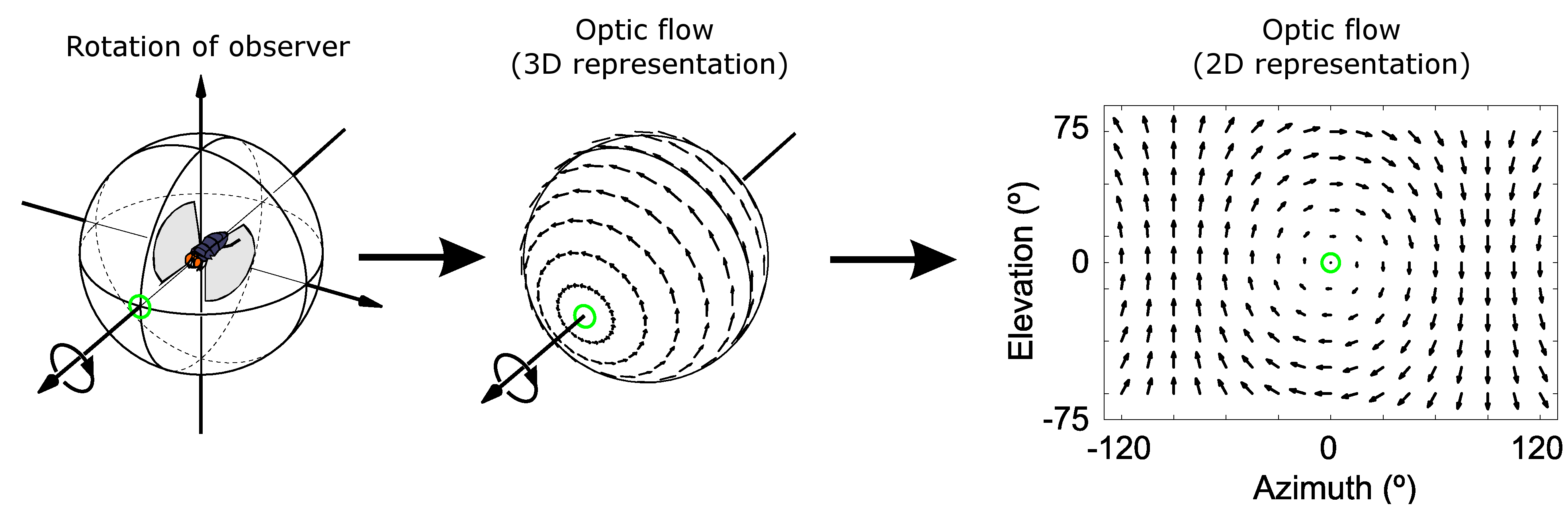
Flujo óptico

- Los personajes de Avatar.

### Optical Flow
El optical flow o flujo óptico es una técnica que calcula la dirección y el movimiento de objetos o personas de una secuencia generando una serie de vectores para todos los píxeles de la imagen en función del fotograma anterior y posterior. Se puede realizar un procesamiento de la imagen en el que poder encontrar formas y objetos en la escena del film.
Un ejemplo básico es una secuencia en la que aparece un coche en movimiento, una vez realizados los cálculos y conociendo cómo se mueve el coche se puede reemplazar el fondo o incluso el coche entero sin preocupación del ángulo de la cámara y si esta está en movimiento o no. Sin embargo, en el ordenador se pueden producir mapas de profundidad que muestran lo próximo y lo lejano para poder insertar elementos entre los fondos y el objeto más cercano los que no están en la escena original.